# Björn Óttarsson
Björn Óttarsson (n. 935) fue un vikingo y bóndi de Bjarnarhöfn, Snæfellsnes en Islandia. Era hijo de Óttar Björnsson y aparece como personaje de la saga Eyrbyggja, y saga de Laxdœla. De su descendencia solo se conoce un hijo en las crónicas contemporáneas, Vigfús Björnsson (n. 969), que también es un personaje de la saga Eyrbyggja.